# Albert Mellin
Albert Herbert Mellin (* 23. Juli 1901 in Mittenwalde, Kreis Bromberg, Provinz Posen; † 2. Februar 1945 in Helmstedt) war ein preußischer Verwaltungsjurist und Landrat.

## Leben
Mellin studierte von 1921 bis 1923 Rechtswissenschaften in Tübingen. Seit 1921 war er Mitglied der Studentenverbindung Landsmannschaft Ghibellinia Tübingen. Er wirkte ab 1924 als GerRef., ab 1926 als RegRef und war ab 1929 als RegAss. in der Regierung Schneidemühl angestellt. 
Zum 1. Mai 1933 trat er der NSDAP bei (Mitgliedsnummer 2.507.654), er gehörte auch der SA an. 1933 amtierte er als kommissarischer Landrat im Kreis Fraustadt, Provinz Grenzmark Posen-Westpreußen. 1934 wurde Mellin zum amtierenden Landrat in Fraustadt ernannt, aber schon 1935 beurlaubt. Er war von 1936 bis 1945 Landrat des Kreises Wanzleben der preußischen Provinz Sachsen. Während des Zweiten Weltkrieges wurde Mellin ferner als Kriegsverwaltungsrat eingesetzt.